# サイラス・チェスナット

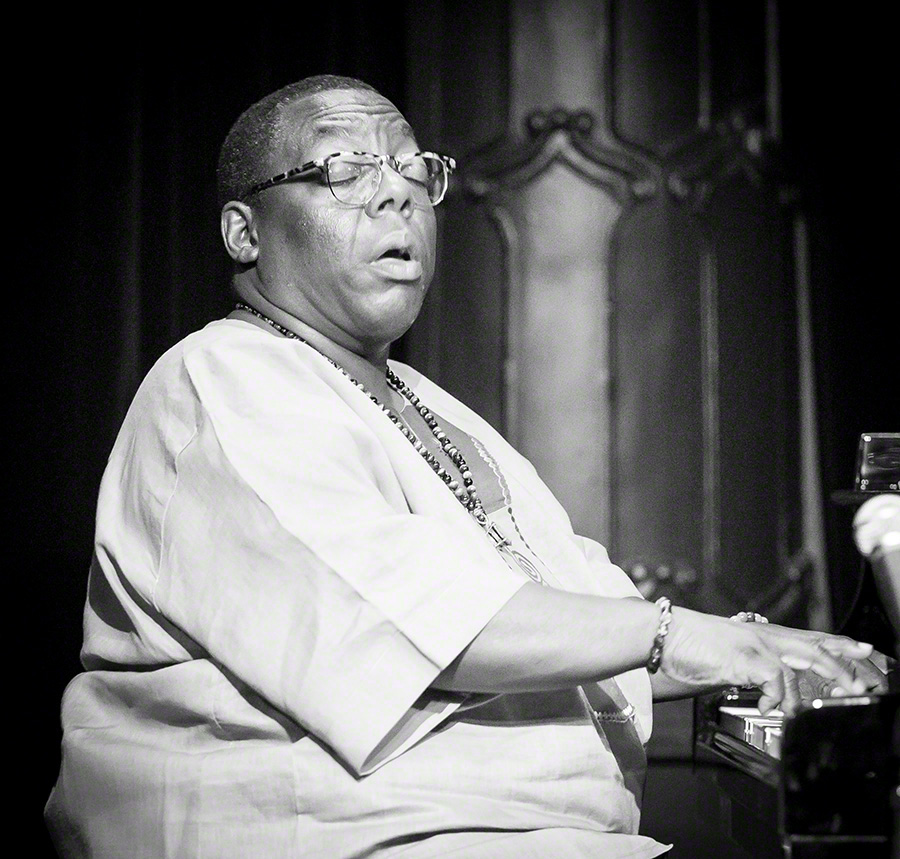
サイラス・チェスナット（2016年）

サイラス・チェスナット（Cyrus Chestnut、1963年1月17日 - ）は、アメリカのジャズ・ピアニスト、作曲家、音楽プロデューサー。2006年、『タイム』誌の音楽評論家であるJosh Tyrangielは、次のように書いている。「チェスナットを彼の世代の最高のジャズ・ピアニストにしているのは、音符を放棄してスペースを再生する意欲です」。

## 略歴

### 生い立ち
サイラス・チェスナットは、1963年にメリーランド州ボルチモアで、マクドナルド（退職した郵便局員にして教会ピアニスト）とフロシー（市の社会サービス労働者にして教会の聖歌隊長）の息子として生まれた。チェスナットは7歳でピアノを学び始め、少年時代にはマウント・カルヴァリー・バプテスト教会で演奏していた。9歳までに、ピーバディー・インスティテュートでクラシック音楽を学んだ。1985年、チェスナットはボストンのバークリー音楽大学でジャズの作曲とアレンジの学位を取得した。

### 後の人生とキャリア
2006年、チェスナットはテラーク・インターナショナル・レコードからの最初のアルバム『ジェニュイン・チェスナット』をリリースした。そこでは、マイケル・ホーキンス（ベース）、ニール・スミス（ドラム）を含む自身が率いるレギュラー・トリオを伴った。このセッションにおける他のアーティストには、ギターのラッセル・マローンとパーカッションのスティーヴン・クルーンがいた。1970年代初頭のブレッドによるソフトロック・バラード「イフ」をはじめ、過去半世紀における有名なポップ・ナンバーのジャズによる解釈が、そのアルバムに含まれている。「この曲は6年生の頃からずっと温めていました」とチェスナットは思い出を語っている。「英語の先生の結婚式のために演奏しなければならなかったのです。それから多くのさまざまな場面で演奏してきました。実際にトップ40バンドで演奏したのは学校を卒業したばかりのことで、かなりの時間が経ちましたが、最近になってもう一度、考え始めました」。チェスナット自身の作曲による「Mason–Dixon Line」は、アルバムのハイライトの1つであり、楽しいビバップ・ナンバーとなっている。

## ディスコグラフィ

### リーダー・アルバム
- 『キャラバン』 - The Nutman Speaks (1992年、Alfa Jazz)
- 『酒とバラの日々』 - The Nutman Speaks Again (1992年、Alfa Jazz)
- 『アナザー・ディレクション』 - Another Direction (1993年、Evidence)
- 『レヴェレイション』 - Revelations (1993年、Atlantic)
- 『ビフォー・ザ・ドーン』 - Dark Before the Dawn (1994年、Atlantic)
- 『アース・ストーリーズ』 - Earth Stories (1995年、Atlantic)
- 『クリスマス・コレクション〜聖なる賛歌』 - Blessed Quietness (1996年、Atlantic)
- 『サイラス・チェスナット』 - Cyrus Chestnut (1998年、Atlantic)
- 『ア・チャーリー・ブラウン・クリスマス』 - A Charlie Brown Christmas (2000年、Atlantic)
- 『ソウル・フード』 - Soul Food (2001年、Atlantic)
- You Are My Sunshine (2002年、Warner Bros.)
- 『ジェニュイン・チェスナット』 - Genuine Chestnut (2005年、Telarc)
- Cyrus Plays Elvis (2007年、Koch)
- 『ブラック・ナイル』 - Black Nile (2007年、M&I) ※サイラス・チェスナット・トリオ名義
- Spirit (2008年、Jazz Legacy)
- Journeys (2010年、Jazz Legacy) ※サイラス・チェスナット・トリオ名義
- The Cyrus Chestnut Quartet (2010年、WJ3)
- 『月光のソナタ』 - Moonlight Sonata (2011年、Venus) ※サイラス・チェスナット・トリオ名義
- Soul Brother Cool (2013年、WJ3)
- 『ミッドナイト・メロディーズ』 - Midnight Melodies (2014年、Smoke Sessions)
- A Million Colors in Your Mind (2014年、Highnote)
- Natural Essence (2015年、Highnote)
- There's a Sweet, Sweet Spirit (2017年、Highnote)
- Kaleidoscope (2018年、Highnote)

### マンハッタン・トリニティ
- 『アメリカの祈り』 - American Meditation (1997年、Baybridge) ※マンハッタン・トリニティ+1名義
- 『それぞれの記憶』 - Make Me a Memory (1998年、Baybridge) ※マンハッタン・トリニティ+1名義
- 『ア・ラブ・ストーリー』 - A Love Story (1998年、M&I) ※マンハッタン・トリニティ+1名義
- 『ラヴ・レターズ』 - Love Letters (2001年、M&I)
- 『ミスティ』 - Misty (2002年、M&I)
- 『アルフィー』 - Alfie (2003年、M&I)
- 『シャレード』 - Charade (2004年、M&I)
- 『ザ・ジェントル・レイン』 - The Gentle Rain (2006年、M&I)
- 『ひまわり〜ヘンリー・マンシーニ・ソングブック』 - Sunflower - Henry Mancini Songbook (2008年、M&I)